# 러브 펀치 (2013년 영화)
《러브 펀치》(영어: The Love Punch)는 2013년 공개된 영국의 코미디 하이스트 영화이다.

## 출연진
- 에마 톰프슨
- 피어스 브로스넌
- 실리아 임리
- 티머시 스폴
- 루이즈 부르구앵
- 로랑 라피트
- 머리사 베런슨
- 터펀스 미들턴
- 엘리너 마쓰우라
- 린다 아르디
- 사빈 크로슨
- 톰 모턴